# Al-Kudžandi
Abu Mahmud Hamid ibn al-Kidr Al-Kudžandi (perzijsko ابومحمود خجندی), perzijski (tadžiški) astronom in matematik, * okoli 940, Kudžand (sedaj Tadžikistan), † 1000.

## Življenje in delo
Al-Kudžandi je pomagal zgraditi observatorij v Raju blizu Teherana.
Nekaj podatkov o njegovem življenju je znanih iz njegovih ohranjenih del in at-Tusijevih tolmačev. Iz at-Tusijevih tolmačev je razvidno da je bil al-Kudžandi vodja enega od mongolskih rodov v pokrajini Kudžand in je verjetno moral biti plemič.
Al-Kudžandi je delal pod pokroviteljstvom buvajhidskih amirjev. Na observatoriju v Raju je leta 994 zgradil prvi veliki zidni sekstant. Za epoho 994,0 je določil nagib vrtilne osi Zemlje z vrednostjo 23° 32' 19" (23,53°).
Fermatov veliki izrek so dokazali za različne posebne eksponente n, splošni primer pa se je izmikal. Posebni primer za Fermatov veliki izrek za n = 3 je prvi navedel al-Kudžandi, vendar je bil njegov poskus dokaza nepravilen.
Verjetno je odkril sinusni izrek, ni pa čisto natančno znano kdo ga je odkril prvi - on, Abu Nasr Mansur ali Abul Vefa.